# 馬翠蘿
馬翠蘿，香港少兒及青年文學作家，為作家麥蒔龍的妻子和青年小說家麥曉帆的母親。長期從事文字工作，曾任職於文學雜誌、兒童圖書出版公司、從事文學寫作多年，發表過小說、散文、童話、詩歌、專欄文章等，作品散見於香港及中國大陸報刊。
曾獲獎項：《偶像插班生》、《這個男孩不太冷》、《網上友情》、《非典型女孩》分別在2002年、2003年、2004年、2005年入選中學生好書龍虎榜十大好書。《這個男孩不太冷》、《非典型女孩》、《跨越生死的愛》分別獲2001年及2004年、2005年度中國冰心圖書獎。《迷失在ICQ的少女》、《兩個闖禍的少年》及《海嘯真情故事──跨越生死的愛》分別入選香港教育城2005年及2006年「十本好讀」。《童心上的陰影》獲「廣州文藝」小說徵文二等獎。
馬翠蘿所寫的少年成長小說及童話故事，緊貼時代脈膊、滲透積極向上訊息，透過引人入勝的故事反映世界光明面，述說美好人生。

## 作品精選集
《馬翠蘿兒童文學作品精選集》記錄了馬翠蘿多篇的兒童文學作品，可以分為《校園故事》、《人間有情》、《愛在家庭》、《成長路上》和《奇幻專區》《公主傳奇》六個部份的開首都有導讀。《校園故事》的導讀是卓瑩編寫，《人間有情》的導讀是黃虹堅編寫，《愛在家庭》的導讀是周蜜蜜編寫， 《成長路上》的導讀是利倚恩編寫， 《奇幻專區》的導讀是宋詒瑞編寫。《公主傳奇》的導讀是葉楚容編寫。

## 短篇小說
- 兩個闖禍的少年

## 長篇小說
- 看不見的情緣
- 跨越生死的愛
- 這個男孩不太冷
- 非典型女孩
- 鋼琴女孩
- 迷失在ICQ的少女
- 公主傳奇
  1. 尋找他鄉的公主
  2. 我不是公主
  3. 藍月亮戒指
  4. 不是公主不聚頭
  5. 穿越時空的公主
  6. 公主河的秘密
  7. 守護寶藏的公主
  8. 當公主遇上大俠
  9. 拯救未來的公主
  10. 第一公主
  11. 第二次擁抱
  12. 公主小福星
  13. 大秦公主
  14. 捍衞國土的公主
  15. 公主駕到
  16. 超時空天使
  17. 失蹤的校花
  18. 被囚禁的公主
  19. 蔚藍星球的小公主
  20. 未來世界的公主
  21. 別問我是誰
  22. 公主的故事日
  23. 公主的挑戰
  24. 公主足球隊
  25. 回到三國的公主
  26. 公主變身小廚神
  27. 天下無雙的公主
  28. 曉星貓的大冒險
  29. 走進電視劇的公主
  30. 我的歌星哥哥
  31. 偵探小王子
  32. 穿越從捉迷藏開始
  33. 皇家軍訓團

```
  34. 穿越千年的思念
```

35. 公主的綠野仙屋
36. 兩千年的小烏龜
37. 公主的秘密行動.
38. 情牽藍月亮
39.尋找萬卡哥哥
40.超時空相遇
41.公主的使命
- 迷失歲月
- 愛是你的傳奇
- 星月童話
  1. 遇上百分百王子
  2. 兩顆追月的星
  3. 你喜歡哪顆星
  4. 今夜星月璀璨

## 兒童讀物
- 小跳豆（兒歌個part #好似係 ）
- 網上友情
- 瓜田假期
- 五個冠軍
- 偶像插班生
- 幫助別人的故事
- 團結友愛的故事
- 尊敬長輩的故事
- 關心家人的故事

## 流行文學
- 話說狼性 電子書 （页面存档备份，存于）

1. ↑  .   [2022-02-28]. （原始内容存档于2022-02-28）. （页面存档备份，存于）
2. 1 2  .   [2022-02-28]. （原始内容存档于2022-02-28）. （页面存档备份，存于）
3. ↑  .   [2022-02-28]. （原始内容存档于2022-02-28）. （页面存档备份，存于）
4. ↑  馬翠蘿. . 香港: 山邊出版社有限公司. 二零一七年四月初版、二零二零年二月第二次印刷: 256. ISBN 978-962-923-443-0.